# 中和 (臺中市)
中和，是臺灣臺中市后里區的一個傳統地域名稱，位於該區中部偏西南。相較於今日行政區，其範圍大致與中和里相近。該地為陳姓大家族聚落。

## 歷史
台灣清治末期，中和地區為一街庄，稱為「中和庄」，隸屬於苗栗三堡。該庄西北與月眉庄為鄰，東北及東南與墩仔腳庄為鄰，西南邊為舊社庄、四塊厝庄。
1901年（日明治三十四年）11月，全台廢縣廳改設二十廳，該庄隸屬於苗栗廳。1903年（明治三十六年）6月，該庄編入「內埔區」，仍隸屬於苗栗廳。1909年（明治四十二年）10月，全台二十廳合併為十二廳，苗栗廳廢止，內埔區改隸屬於臺中廳。1920年（大正九年），全台地方制度大改正，該庄改制為「中和」大字，隸屬於臺中州豐原郡內埔庄。
戰後內埔庄改制為內埔鄉，隸屬於臺中縣，大字亦改制為村。1950年10月，中、彰、投分治，外埔鄉隸屬不變。1955年，因與屏東縣內埔鄉同名，改名為「后里鄉」。2010年12月，隨著臺中縣、市合併為直轄臺中市，后里鄉改制為后里區，村亦改制為里。

## 聚落
本地區發展較早的聚落為中和，在日治期初期的官方地圖上已有記載。此外，本地區尚有大和院聚落。

## 交通
國道1號又稱「中山高速公路」，是台灣西部兩條縱向高速公路之一，大致以北北東—南南西走經過中和地區西部。西北部邊界外不遠處設有后里交流道，可與市道132號連結。由此可快速前往國道1號沿線各地。
市道132甲線（公安路）是月眉至下后里的道路，大致以西北西—東南東走向經過本地區北部。由該道路向西北西可前往月眉中部偏南南西的市道132號路口，向東南東轉北北東可前往墩子腳、后里聚落並止於市道132號另一路口。
區道中36線（三線路）是六分至內埔的道路，大致以西北—東南走向經過本地區南部邊界地帶。由該道路向西北可前往月眉與四塊厝邊界地帶、月眉地區西部忠明社區並止於市道132號路口，向東南經一段墩子腳與舊社邊界地帶後轉東北再轉北可前往墩子腳中部偏西南的七星國小旁並止於區道中38線路口。